# Jakob Kreuzer
Jakob Kreuzer (sinh 15 tháng 1 năm 1995) là một cầu thủ bóng đá Áo thi đấu cho FC Blau-Weiß Linz.